# Steve Ovett
Stephen "Steve" Ovett - (9 de octubre de 1955 en Brighton, Inglaterra) atleta británico especialista en pruebas de media distancia y campeón olímpico de 800 metros en los Juegos de Moscú 1980.

## Biografía
Nacido en Brighton, se educó en la Varndean Grammar School. Destacó como atleta ya en su etapa adolescente. En 1973 se proclamó campeón europeo júnior de los 800 m. Al año siguiente obtuvo en Roma su primera medalla en un gran evento sénior, siendo 2.º en los 800 m tras el yugoslavo Luciano Susanj.
En 1976 participó en los Juegos Olímpicos de Montreal tanto en 800 como en 1500 m Logró clasificarse para la final de 800 m donde fue 5.º en una prueba ganada por el cubano Alberto Juantorena.
Su primera medalla de oro llegó en los Campeonatos de Europa de Praga 1978 en los 1500 m Además fue 2.º en los 800 m igual que cuatro años antes, en una carrera ganada por el alemán Olaf Beyer y en la que fue 3.º su compatriota Sebastian Coe.
La competición más importante de su carrera serían los Juegos Olímpicos de Moscú. Ovett llegaba como gran favorito en los 1500 m, prueba en la que llevaba tres años sin conocer la derrota. Además pocas semanas antes había establecido en Oslo un nuevo récord mundial de la milla (1.609 metros) con 3:48,8
En principio su participación en los 800 m debía servile como preparación para los 1500 m, su mejor prueba. Sin embargo dio la sorpresa ganando la medalla de oro, sobrepasando en los últimos metros a su compatriota Sebastian Coe, a quien venció por apenas tres metros, con una marca bastante discreta de 1:45,4 
Seis días más tarde, el 1 de agosto, Sebastian Coe se tomó la revancha en la final de los 1500 m, ganando esta vez el oro, mientras Ovett obtuvo la medalla de bronce, por detrás del alemán Jurgen Straub.
Poco después de los Juegos, el 27 de agosto, Steve Ovett estableció en Coblenza un nuevo récord mundial de los 1500 m con 3:31,36
En 1981, también en Coblenza batió su propio récord mundial de la milla, dejándolo en 3:48,40
Luego se vio afectado por lesiones, que le hicieron perderse la temporada de 1982. Regresó en 1983, donde solo pudo quedar 4.º en los 1500 m de los Mundiales de Helsinki, una prueba ganada por su compatriota Steve Cram. 
Sin embargo poco después, el 4 de septiembre, logró en la ciudad italiana de Rieti establecer un nuevo récord mundial en esta prueba con 3:30,77 recuperando así el récord que había perdido a manos del estadounidense Sydney Maree ese mismo año.
Pese a estar afectado de una bronquitis, Ovett acudió a los Juegos Olímpicos de Los Ángeles 1984, buscando defender su título olímpico de Moscú. Logró clasificarse para la final de los 800 m, aunque solo pudo acabar 8.º. Tras acabar la prueba totalmente extenuado, sufrió un colapso y tuvieron que llevarle al hospital. Allí pasó dos días. 
Desoyendo el consejo de los médicos, salió para tomar parte en las eliminatorias de los 1500 m, consiguiendo el pase a la final, disputada el de agosto. Corriendo con evidentes dificultades y en un estado lamentable, aguantó el ritmo de los mejores hasta que se produjo el acelerón final a falta de 500 metros. Cuando iba a iniciar la última vuelta, volvió a colapsar, teniendo que abandonar la prueba.
Después de esto su carrera deportiva declinó rápidamente, aunque logró el oro de los 5.000 m en los Juegos de la Commonwealth de Edimburgo 1986.
No consiguió clasificarse para los Juegos Olímpicos de Seúl 1988
Tras su retirada ejerció de comentarista deportivo para la televisión.
Ovett fue uno de los grandes mediofondistas de mundo a finales de los 70 y principios de los 80. Junto a Sebastian Coe y Steve Cram representó el dominio de los británicos en estas pruebas, antes de que fuesen desplazados en su hegemonía por los corredores africanos. De manera especial, la rivalidad entre Ovett y Coe, que alcanzó su punto álgido en los Juegos de Moscú, marcó una época en el mediofondo.

## Resultados
| Año  | Competición               | Lugar                       | Puesto                     | Marca         |
| ---- | ------------------------- | --------------------------- | -------------------------- | ------------- |
| 1974 | Campeonatos de Europa     | Roma, Italia                | 2.º en 800 m               | 1:45,8        |
| 1976 | Juegos Olímpicos          | Montreal, Canadá            | 5.º en 800 m               | 1:45,44       |
| 1977 | Copa del Mundo            | Düsseldorf, RFA             | 1.º en 1500 m              | 3:34,45       |
| 1974 | Campeonatos del Europa    | Praga, Checoslovaquia       | 2.º en 800 m 1.º en 1500 m | 1:44,1 3:35,6 |
| 1980 | Juegos Olímpicos          | Moscú, URSS                 | 1.º en 800 m 3.º en 1500 m | 1:45,4 3:39,0 |
| 1981 | Copa del Mundo            | Roma, Italia                | 1.º en 1500 m              | 3:34,95       |
| 1983 | Campeonato del Mundo      | Helsinki, Finlandia         | 4.º en 1500 m              | 3:42,34       |
| 1984 | Juegos Olímpicos          | Los Ángeles, Estados Unidos | 8.º en 800 m               | 1:52,28       |
| 1986 | Juegos de la Commonwealth | Edimburgo, Escocia          | 1.º en 5000 m              | 13:24,11      |

## Marcas personales
- 800 metros - 1:44,09 (Praga, 31 Ago 1978)
- 1.500 metros - 3:30,77 (Rieti, 4 Sep 1983)
- Milla - 3:48,40 (Coblenza, 26 Ago 1981)
- 5.000 metros - 13:20,06 (Belfast, 30 Jun 1986)

## Récords del mundo
- 1.500 metros

- 3:31,36 (Coblenza, 27 Ago 1980)
- 3:30,77 (Rieti, 04 Sep 1983)

- Una milla

- 3:48,8 (Oslo, 01 Jul 1980)
- 3:48,40 (Coblenza, 26 Ago 1981)